# Intuizioni mortali
Intuizioni mortali (Raw Nerve) è un film statunitense del 1991 diretto da David A. Prior.